# Merla d'aigua capblanca
La merla d'aigua capblanca o merla d'aigua de cap blanc (Cinclus leucocephalus) és una espècie d'ocell de la família dels cínclids (Cinclidae) que habita els corrents fluvials de les muntanyes occidentals d'Amèrica del Sud, a Colòmbia, nord-oest de Veneçuela, l'Equador, el Perú i centre de Bolívia.